# Aracana
Genre
Aracana est un genre de poissons tetraodontiformes de la famille des Aracanidae (ou des Ostraciidae suivant les classifications).

## Liste des espèces
Selon FishBase (27 janvier 2016), World Register of Marine Species (27 janvier 2016) et ITIS (27 janvier 2016) :
- Aracana aurita (Shaw, 1798)
- Aracana ornata (Gray, 1838)

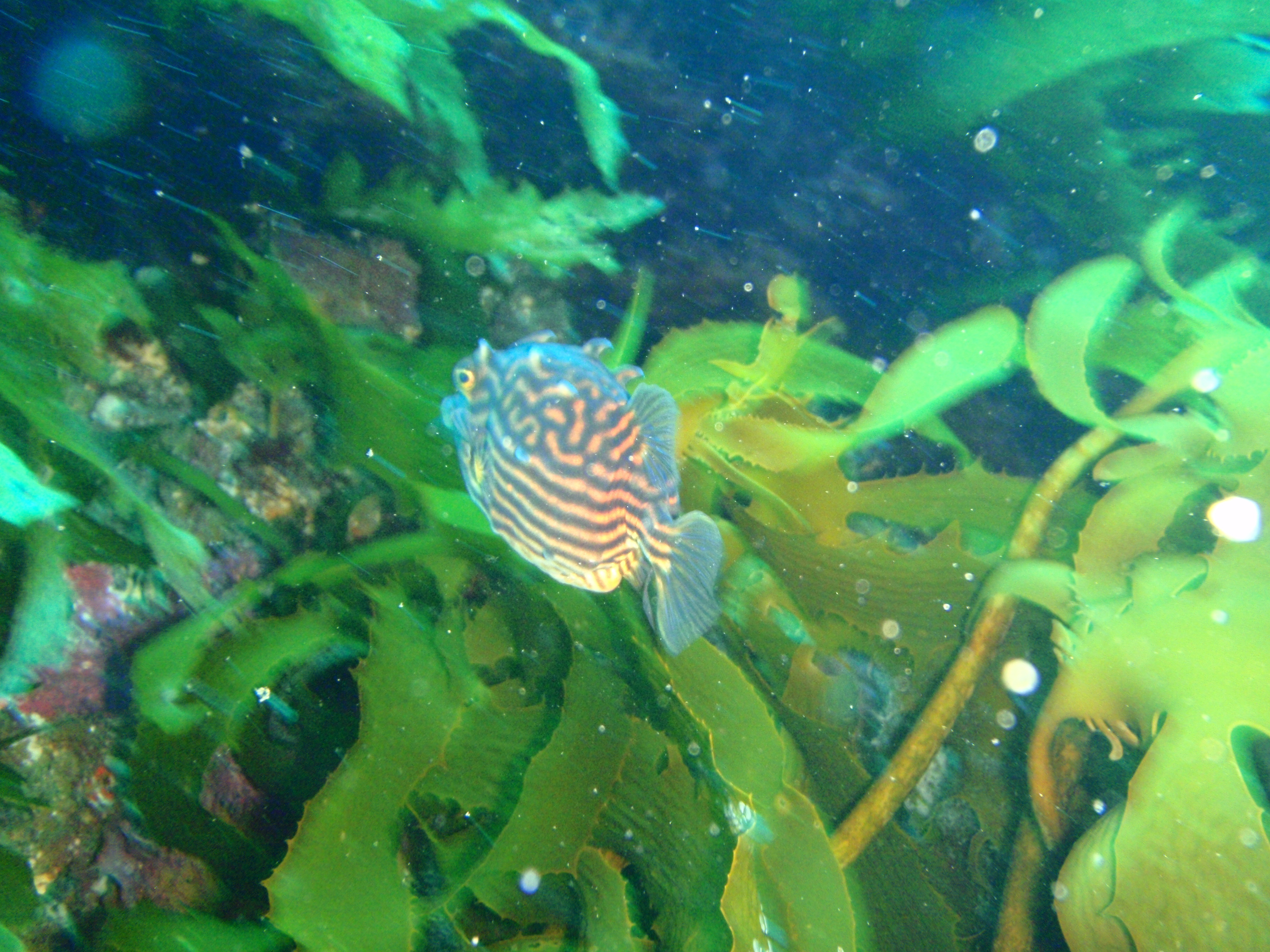
Aracana aurita
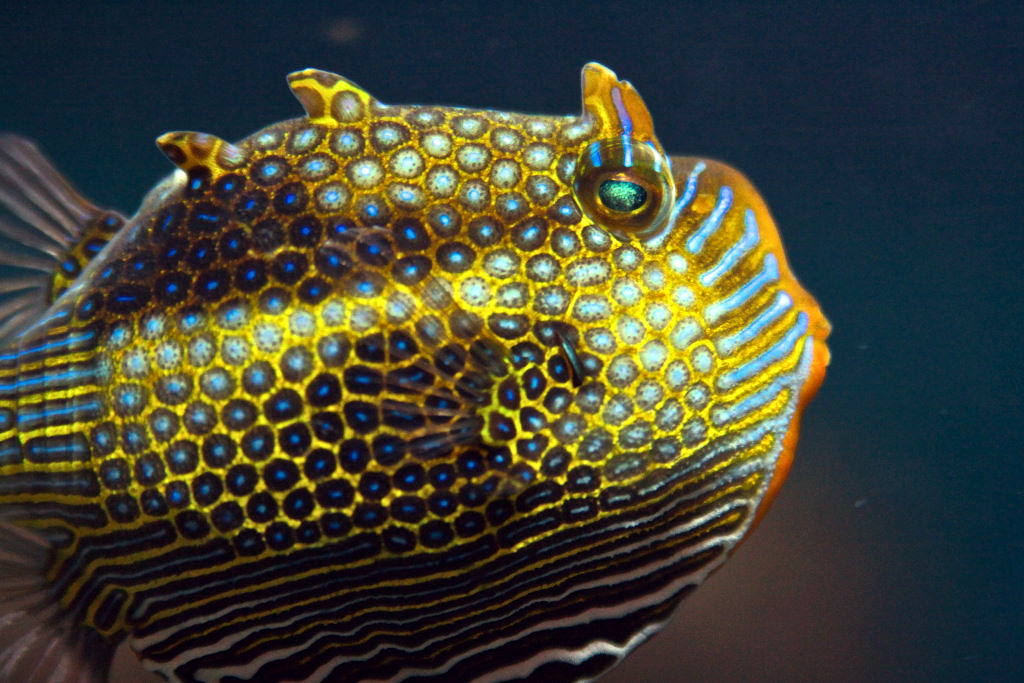
Aracana ornata